# Llista de topònims de Vilanova del Camí
Llista de topònims (noms propis de lloc) del municipi de Vilanova del Camí, a l'Anoia
Informació actualitzada per un bot. Els canvis manuals es perdran quan s'actualitzi!

## curs d'aigua
| imatge | Nom           | Ubicat a                         | instància de | Detalls                                        | coordenades                                            | Protecció | Commons (més fotos) | Dades a WD                    |
| ------ | ------------- | -------------------------------- | ------------ | ---------------------------------------------- | ------------------------------------------------------ | --------- | ------------------- | ----------------------------- |
|        | Anoia         | Anoia Baix Llobregat Alt Penedès | curs d'aigua | Desemboca: Llobregat Llarg: 64km Conca: 929km² | 41° 28′ 43″ N, 1° 56′ 06″ E / 41.4785217°N,1.9351196°E |           | Anoia River         | Modifica les dades a Wikidata |
|        | riera d'Òdena | Òdena Igualada                   | curs d'aigua | Desemboca: Anoia                               |                                                        |           |                     | Modifica les dades a Wikidata |

## edifici
| imatge | Nom                                | Ubicat a          | instància de | Detalls                                         | coordenades                                                                      | Protecció                                  | Commons (més fotos) | Dades a WD                    |
| ------ | ---------------------------------- | ----------------- | ------------ | ----------------------------------------------- | -------------------------------------------------------------------------------- | ------------------------------------------ | ------------------- | ----------------------------- |
|        | Escut adovellat al carrer Major, 8 | Vilanova del Camí | edifici      |                                                 | 41° 34′ 19″ N, 1° 38′ 05″ E / 41.571897°N,1.634822°E ca:Carrer Major, 8          | bé integrant del patrimoni cultural català |                     | Modifica les dades a Wikidata |
|        | Fàbriques de guix                  | Vilanova del Camí | edifici      | Estil: noucentisme Estat: enderrocat o destruït | 41° 34′ 25″ N, 1° 38′ 30″ E / 41.57375°N,1.64179°E                               | bé integrant del patrimoni cultural català |                     | Modifica les dades a Wikidata |
|        | Hostal del Porc                    | Vilanova del Camí | edifici      |                                                 | 41° 34′ 18″ N, 1° 39′ 28″ E / 41.571744164002°N,1.6579086020274°E                |                                            |                     | Modifica les dades a Wikidata |
|        | Molí dels Moletons                 | Vilanova del Camí | edifici      | Estil: arquitectura popular 16th century        | 41° 33′ 59″ N, 1° 38′ 56″ E / 41.56646°N,1.64895°E ca:Carrer dels Moletons, s/n. | bé integrant del patrimoni cultural català |                     | Modifica les dades a Wikidata |
|        | els Moletons                       | Vilanova del Camí | edifici      |                                                 | 41° 33′ 59″ N, 1° 38′ 40″ E / 41.5664787265718°N,1.64433561443469°E              |                                            |                     | Modifica les dades a Wikidata |

## font
| imatge | Nom                            | Ubicat a          | instància de | Detalls | coordenades                                                                                              | Protecció | Commons (més fotos) | Dades a WD                    |
| ------ | ------------------------------ | ----------------- | ------------ | ------- | --- | --------- | ------------------- | ----------------------------- |
|        | font Canyeta                   | Vilanova del Camí | font         |         | 41° 32′ 56″ N, 1° 37′ 29″ E / 41.548835609262°N,1.6248109363656°E                                        |           |                     | Modifica les dades a Wikidata |
|        | font de l'Aguilereta           | Vilanova del Camí | font         |         | 41° 33′ 38″ N, 1° 37′ 59″ E / 41.560641794013°N,1.6329550544695°E ca:Al marge dret del torrent del Cairó |           |                     | Modifica les dades a Wikidata |
|        | font del Cargol o de la Gitana | Vilanova del Camí | font         |         | 41° 34′ 11″ N, 1° 37′ 26″ E / 41.56982°N,1.62391°E ca:Marge dret del torrent de Garrigosa                |           |                     | Modifica les dades a Wikidata |
|        | font del Clot                  | Vilanova del Camí | font         |         | 41° 33′ 25″ N, 1° 37′ 50″ E / 41.557011377931°N,1.6306332970603°E                                        |           |                     | Modifica les dades a Wikidata |

## masia
| imatge | Nom                                | Ubicat a          | instància de | Detalls                          | coordenades                                                              | Protecció                   | Commons (més fotos) | Dades a WD                    |
| ------ | ---------------------------------- | ----------------- | ------------ | -------------------------------- | ------------------------------------------------------------------------ | --------------------------- | ------------------- | ----------------------------- |
|        | Cal Balegues                       | Vilanova del Camí | masia        |                                  | 41° 34′ 49″ N, 1° 40′ 04″ E / 41.5802091322138°N,1.66776415223858°E      |                             |                     | Modifica les dades a Wikidata |
|        | Cal Blasi                          | Vilanova del Camí | masia        |                                  | 41° 34′ 11″ N, 1° 38′ 58″ E / 41.569844914297°N,1.6495522810908°E        |                             |                     | Modifica les dades a Wikidata |
|        | Cal Comatà                         | Vilanova del Camí | masia        |                                  | 41° 34′ 06″ N, 1° 38′ 49″ E / 41.5683193499652°N,1.64689974055291°E      |                             |                     | Modifica les dades a Wikidata |
|        | Cal Llorenç                        | Vilanova del Camí | masia        |                                  | 41° 34′ 43″ N, 1° 39′ 54″ E / 41.5785209311653°N,1.6650998662323°E       |                             |                     | Modifica les dades a Wikidata |
|        | Cal Sabater                        | Vilanova del Camí | masia        |                                  | 41° 34′ 57″ N, 1° 40′ 13″ E / 41.582580674043°N,1.67033058289261°E       |                             |                     | Modifica les dades a Wikidata |
|        | Can Baldufes                       | Vilanova del Camí | masia        |                                  | 41° 33′ 25″ N, 1° 37′ 56″ E / 41.5569861778292°N,1.63224274779994°E      |                             |                     | Modifica les dades a Wikidata |
|        | Can Bernades de la Vall de l'Escut | Vilanova del Camí | masia        |                                  | 41° 33′ 25″ N, 1° 37′ 20″ E / 41.556911115689°N,1.6222414626499°E        |                             |                     | Modifica les dades a Wikidata |
|        | Can Jaume                          | Vilanova del Camí | masia        |                                  | 41° 34′ 11″ N, 1° 38′ 34″ E / 41.5698123912925°N,1.64289860898091°E      |                             |                     | Modifica les dades a Wikidata |
|        | Can Muscons                        | Vilanova del Camí | masia        | Estil: arquitectura popular 1863 | 41° 34′ 08″ N, 1° 38′ 03″ E / 41.56879°N,1.63412°E ca:Camí del Cementiri | bé cultural d'interès local |                     | Modifica les dades a Wikidata |
|        | Can Pelegrí                        | Vilanova del Camí | masia        |                                  | 41° 33′ 39″ N, 1° 37′ 37″ E / 41.5608233696108°N,1.62696920286471°E      |                             |                     | Modifica les dades a Wikidata |
|        | Can Titó                           | Vilanova del Camí | masia        |                                  | 41° 33′ 45″ N, 1° 38′ 16″ E / 41.562499662819°N,1.637712849696°E         |                             |                     | Modifica les dades a Wikidata |
|        | Torre del Solsona                  | Vilanova del Camí | masia        |                                  | 41° 34′ 01″ N, 1° 38′ 59″ E / 41.5668832830322°N,1.64962820883317°E      |                             |                     | Modifica les dades a Wikidata |
|        | Vilar del Met                      | Vilanova del Camí | masia        |                                  | 41° 33′ 48″ N, 1° 38′ 16″ E / 41.563400134486°N,1.637693933014°E         |                             |                     | Modifica les dades a Wikidata |
|        | la Lluna                           | Vilanova del Camí | masia        |                                  | 41° 34′ 13″ N, 1° 38′ 52″ E / 41.5703819042539°N,1.64766029114257°E      |                             |                     | Modifica les dades a Wikidata |

## molí d'aigua
| imatge | Nom             | Ubicat a          | instància de | Detalls                                  | coordenades                                                                                       | Protecció                                  | Commons (més fotos) | Dades a WD                    |
| ------ | --------------- | ----------------- | ------------ | ---------------------------------------- | ------------------------------------------------------------------------------------------------- | ------------------------------------------ | ------------------- | ----------------------------- |
|        | Molí del Perdut | Vilanova del Camí | molí d'aigua | Estil: arquitectura popular              | 41° 34′ 14″ N, 1° 37′ 57″ E / 41.57057°N,1.63248°E ca:A l'extrem meridional del Pla de la Fassina | bé integrant del patrimoni cultural català |                     | Modifica les dades a Wikidata |
|        | molí de Rigat   | Vilanova del Camí | molí d'aigua | Estil: arquitectura popular 18th century | 41° 33′ 52″ N, 1° 39′ 36″ E / 41.564389°N,1.660027°E ca:Camí dels Moletons                        | bé integrant del patrimoni cultural català | Molí de Rigat       | Modifica les dades a Wikidata |

## serra
| imatge | Nom                 | Ubicat a          | instància de | Detalls | coordenades                                                       | Protecció | Commons (més fotos) | Dades a WD                    |
| ------ | ------------------- | ----------------- | ------------ | ------- | ----------------------------------------------------------------- | --------- | ------------------- | ----------------------------- |
|        | serra de Collbàs    | Vilanova del Camí | serra        |         | 41° 32′ 44″ N, 1° 36′ 03″ E / 41.54557222°N,1.6008°E 542.1 msnm   |           |                     | Modifica les dades a Wikidata |
|        | serra de la Guàrdia | Vilanova del Camí | serra        |         | 41° 33′ 21″ N, 1° 39′ 19″ E / 41.55593611°N,1.65515278°E 472 msnm |           |                     | Modifica les dades a Wikidata |

## Misc
| imatge | Nom                             | Ubicat a          | instància de                                   | Detalls                              | coordenades | Protecció                                  | Commons (més fotos)             | Dades a WD                    |
| ------ | ------------------------------- | ----------------- | ---------------------------------------------- | ------------------------------------ | --- | ------------------------------------------ | ------------------------------- | ----------------------------- |
|        | Ajuntament de Vilanova del Camí | Vilanova del Camí | casa consistorial                              | Estil: noucentisme 1926              | 41° 34′ 20″ N, 1° 38′ 03″ E / 41.572261°N,1.634193°E ca:Plaça del Castell, 1                                   | bé integrant del patrimoni cultural català | Ajuntament de Vilanova del Camí | Modifica les dades a Wikidata |
|        | Casa Jorba                      | Vilanova del Camí | casa                                           | Estil: arquitectura popular          | 41° 34′ 02″ N, 1° 39′ 38″ E / 41.567304°N,1.660566°E                                                           | bé integrant del patrimoni cultural català |                                 | Modifica les dades a Wikidata |
|        | Estació de Vilanova del Camí    | Vilanova del Camí | estació de ferrocarril                         |                                      | 41° 34′ 23″ N, 1° 38′ 32″ E / 41.573194444444°N,1.6421055555556°E                                              |                                            | Vilanova del Camí train station | Modifica les dades a Wikidata |
|        | Forn de calç de Can Bernades    | Vilanova del Camí | forn de calç                                   | Estil: arquitectura popular          | 41° 33′ 24″ N, 1° 37′ 44″ E / 41.55664°N,1.62892°E ca:A l'extrem d'un camp situat a les Planes de Can Bernades | bé integrant del patrimoni cultural català |                                 | Modifica les dades a Wikidata |
|        | Polígon industrial Pla de Rigat | Vilanova del Camí | polígon industrial                             |                                      | 41° 34′ 11″ N, 1° 39′ 10″ E / 41.5696849098196°N,1.65273623509638°E                                            |                                            |                                 | Modifica les dades a Wikidata |
|        | Pont de Can Titó                | Vilanova del Camí | pont                                           | Travessa: Anoia                      | 41° 34′ 08″ N, 1° 38′ 09″ E / 41.568943400682926°N,1.635771989822388°E                                         |                                            |                                 | Modifica les dades a Wikidata |
|        | Portal a la plaça Major, 7      | Vilanova del Camí | portal                                         | Estil: arquitectura popular 1679     | 41° 34′ 18″ N, 1° 38′ 08″ E / 41.571747°N,1.635593°E ca:Plaça Major, 12                                        | bé integrant del patrimoni cultural català |                                 | Modifica les dades a Wikidata |
|        | Pujol de la Guàrdia             | Vilanova del Camí | muntanya                                       |                                      | 41° 33′ 08″ N, 1° 38′ 11″ E / 41.55224333°N,1.63630556°E 488 msnm                                              |                                            |                                 | Modifica les dades a Wikidata |
|        | Sant Hilari                     | Vilanova del Camí | església                                       | Estil: arquitectura neoclàssica 1803 | 41° 34′ 17″ N, 1° 38′ 22″ E / 41.57142°N,1.63947°E ca:Carrer Major, 97                                         | bé integrant del patrimoni cultural català | Sant Hilari (Vilanova del Camí) | Modifica les dades a Wikidata |
|        | Vilanova del Camí               | Vilanova del Camí | entitat singular de població capital municipal | 12853 hab                            | 41° 34′ 18″ N, 1° 38′ 15″ E / 41.57165°N,1.63751°E 304 msnm                                                    |                                            |                                 | Modifica les dades a Wikidata |